# Gran Via (barri de València)
Gran Via és un barri de la ciutat de València, al districte de L'Eixample. El 2010 tenia 11.980 habitants.

## Ubicació
Situat al centre de la ciutat, limita al nord amb el barri del Pla del Remei, a l'est amb Mestalla, amb Montolivet al sud i Russafa a l'oest.
Administrativament, el barri de la Gran Via de València ocupa una superfície de 46,9 hectàrees, resta limitat pels carrers Gran Via del Marquès del Túria pel nord (de la que pren el nom), l'avinguda de Jacint Benavent (est), les avingudes del Regne de València i Peris i Valero pel sud-oest i sud respectivament, dibuixant així un triangle.

## Urbanisme

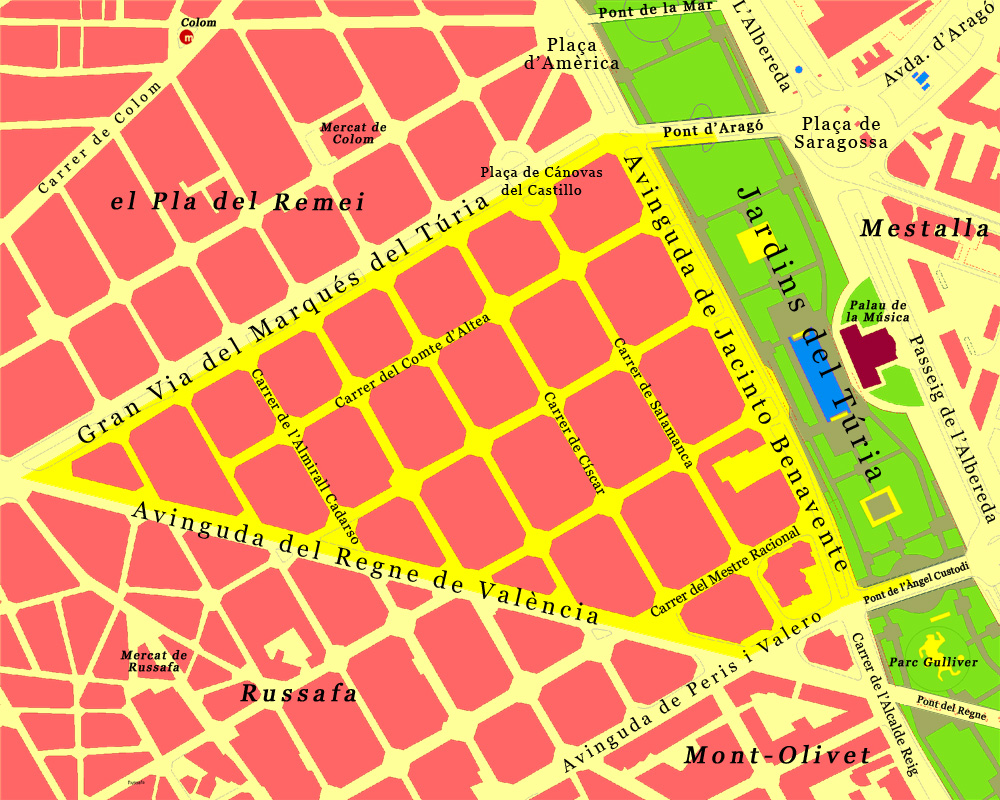
Plànol del barri

És un dels de nova construcció després de l'enderrocament de les muralles l'any 1868. La trama quadriculada dels seus carrers és ben característica de l'Eixample de la ciutat de València, així com el gran nombre de finques d'estil modernista i senyorial.
Destaca també el gran nombre de col·legis privats, testimoni d'un barri amb una població benestant. La construcció de la línia 2 de Metro de València crearà una nova línia de tramvia que recorrerà part de la fita sud del barri, és a dir l'avinguda del Regne de València, i el servirà amb la futura estació de Russafa.
El Jardí del Túria, a l'est del barri, i la Plaça de Cánovas de Castillo, així com els bulevards de les gran vies i avingudes, són els únics espais verds amb els quals comta el barri.

## Demografia
| 1981   | 1986   | 1991   | 1996   | 2008   | 2009   | 2010   |
| ------ | ------ | ------ | ------ | ------ | ------ | ------ |
| 15.863 | 14.275 | 13.428 | 13.002 | 12.055 | 12.039 | 11.980 |

La pèrdua gradual de població i el ràpid procés d'envelliment caracteritzen l'evolució demogràfica delbarri de Gran Via, on més del 23% són majors de 65 anys. La immigració al barri ha sigut quasi insignificant.